# Casa-museo Boschi Di Stefano
La Casa-museo Boschi Di Stefano est une demeure historique milanaise, située au second étage d'un immeuble Art déco conçu par l'architecte Piero Portaluppi, dans la via Giorgio Jan et à proximité du Corso Buenos Aires. Il propose une sélection de plus de deux cents œuvres représentatives de l'art moderne italien acquises par Antonio Boschi (1896-1988) et son épouse Marieda Di Stefano (1901-1968).